# 蔡宝祥
蔡宝祥（1926年—），男，浙江杭州人，中国家畜传染病学家，南京农业大学教授、博士生导师。